# Anluminură
Anluminură se numește un ansamblu de motive decorative pe bază de arabescuri și de împletituri geometrice, puse în valoare cu aur și argint, care apar pe vechile manuscrise, în special ilustrațiile în culori vii ale manuscriselor medievale.
Anluminurile, denumite și iluminări, sunt acele ilustrații într-un manuscris cu picturi sau ornamente manuale, de toate felurile. Picturile într-un manuscris sunt numite „miniaturi”, fără nici o legătură cu mărimea acestora. În sensul picturii, denumirea miniatură derivă din verbul latin „miniare”, care însemna „a colora cu oxid roșu de plumb”, denumit și miniu de plumb.
Pentru anluminuri, în Egiptul antic, Grecia Antică și Roma Antică, ca de altfel și în Evul Mediu european, se foloseau culori tempera cu clei. Abia în vremea Renașterii timpurii s-a folosit tempera preparată cu ou, net superioară prin ton, strălucire și durabilitate. Fondul de aur mozaicat, care conferă somptuozitate și strălucire anluminurilor, care este o particularitate tehnică frecventă a artei gotice, ivită din dorința imitării vitraliilor din marile catedrale, își are originea în arta bizantină.
Anluminura s-a dezvoltat, având ca origine decorarea de litere inițiale. Arta decorării cărților a devenit, în unele momente ale Evului Mediu, un fel de modă, încât nici o cheltuială nu era scutită pentru procurarea materialelor scumpe: pergamentul și velum-ul ca suport, culori importate din India, Persia și Spania (în special vermilion și ultramarin), în timp ce tușul cu aur bizantin (fabricat din aur adus din India) era folosit după învățăturile caligrafilor perși. În cazul anluminurii precarolingiene, se află câteva caracteristici ale decorației paginii, specifice predilecției locale pentru un tip ornamental derivat dintr-o tehnică anume: la lombarzi – entrelac-ul; la irlandezi – spirala; la bizantini – arabescul (împrumutat din arta sasanidă); la germani – ornamentația bazată pe teme animaliere.
În anluminură, planul textual este articulat figural, iar cel figural are valori scripturale.
Încă din secolele timpurii ale creștinismului, copiștii scriptoriilor monastice erau însoțiți de miniaturiști și anluminatori, pentru a reprezenta figuri sau episoade exemplare ale Evangheliilor. În mănăstirile irlandeze și anglo-saxone, textele anluminate debutează în anii 650–800 cu monograme ornamentale.